# Adjoua Flore Kouamé
Pour les articles homonymes, voir Kouamé.
Adjoua Flore Kouamé, est une haut fonctionnaire de l'État de Côte d'Ivoire, administratrice civile et membre du Corps préfectoral née le 24 novembre 1964 à Abidjan. Elle est également romancière ivoirienne de langue française,.

## Biographie
Adjoua Flore Kouamé est diplômée de droit de l'École nationale d'administration de Côte d’Ivoire (ENA), préfet hors grade.
Dans les années 1990, elle devient administratrice civile et membre du bureau du Ministère de l'Intérieur où elle assume successivement les fonctions de première femme ivoirienne chef de cabinet, puis directrice de cabinet du ministre de l'Intérieur (de 1991 à 1999).
De 2000 à 2003, elle occupe successivement les fonctions de secrétaire générale de la Préfecture d'Abidjan, puis de la Préfecture d'Adzopé.
Après un passage au ministère de l'Industrie et du Secteur privé comme cheffe de cabinet, elle est appelée au cabinet du Premier ministre comme conseillère spéciale en 2005. Elle est ensuite nommée cheffe de cabinet, puis directrice de cabinet adjoint du premier ministre, fonction qu'elle occupera jusqu'en 2017.
En 2014, elle représente Daniel Kablan Duncan lors de la remise d'un don d'un million de francs CFA au mouvement Les femmes actives de Grand-Bassam.
En mars 2016, elle appelle les responsables de communication des ministères ivoiriens à renforcer la communication du gouvernement en cas de situation de crise.
Lorsque Daniel Kablan Duncan accède aux hautes fonctions de Vice-président de la République de Côte d'Ivoire en janvier 2017, elle devient la première Ivoirienne à occuper les fonctions de directrice de cabinet adjoint, puis de directrice de cabinet du vice-président de la République de Côte d'Ivoire.
Parallèlement à ses fonctions administratives, Adjoua Flore Kouamé assure aussi des vacations de cours à l'École nationale d'Administration d'Abidjan et participe à la formation de hauts cadres de l'Administration ivoirienne dans les domaines du travail gouvernemental, de la rédaction administrative, de la légistique et de la communication en Conseil des ministres comme support de décision au plus haut sommet de l'État.

## Publications
- La valse des tourments, Abidjan, Nouvelles Editions ivoiriennes, 1998, 216 p. (ISBN 2-911725-29-8).
- La valse des destins, Abidjan, Editions NEI-CEDA, 2013, 231 p. (ISBN 2-844876-13-7).
- La valse du chaos à l'étoile : Recueil de nouvelles, Abidjan, Les Classiques Ivoiriens, 2014, 120 p. (ISBN 979-10-90625-74-7)[6].
- Dieu, Source de toute Autorité, Abidjan, publié à compte d'auteur, 2014.